# 宮丸裕二
宮丸 裕二（みやまる ゆうじ、1971年11月 - ）は、日本の英文学者。中央大学法学部教授。

## 略歴
神奈川県出身。
1990年神奈川県立希望ヶ丘高等学校卒業。1995年慶應義塾大学文学部文学科英米文学専攻卒業。1998年同大学院文学研究科英米文学専攻修士課程修了。2001年ケント大学大学院修士課程修了。2002年慶大大学院文学研究科博士後期課程単位取得退学。2006年「人生のための芸術 英国ヴィクトリア朝期の伝記と作家」で慶大より博士（文学）取得。
2005年中央大学法学部専任講師、2006年助教授、2007年准教授、2013年教授。

## 著書

### 訳書
- （日本ギャスケル協会）エリザベス・ギャスケル『ギャスケル全集 別巻2』（大阪教育図書, 2009年）
- ジェイン・オースティン『マンスフィールド・パーク』新井潤美共訳（岩波文庫（上下）, 2021年11月-12月）

### 分担執筆
- （日本ギャスケル協会）『エリザベス・ギャスケルとイギリス文学の伝統』（大阪教育図書, 2010年）
- （松岡光治）『ギャスケルで読むヴィクトリア朝前半の社会と文化』（渓水社, 2010年）
- （松岡光治）『ディケンズ文学における暴力とその変奏』（大阪教育図書, 2012年）